# Medal Fritza Waltera
Medal Fritza Waltera to nagroda przyznawana przez Niemiecki Związek Piłki Nożnej dla najwybitniejszych młodych niemieckich piłkarzy w kategoriach U-17, U-18 i U-19. Nagroda została nazwana imieniem Fritza Waltera, zmarłego w 2002 roku byłego kapitana reprezentacji Niemiec.
Pierwszy raz nagrodę wręczono w 2005 roku. Laureaci otrzymują 20 tysięcy euro za złoty medal, 15 tysięcy za srebrny i 10 tysięcy za brązowy medal.

## Zwycięzcy

### 2005
|        | U-19                                      | U-18                                  | U-17                                 | Kobiety                                     |
| Złoto  | Florian Müller (Bayern Monachium)         | Marc-André Kruska (Borussia Dortmund) | Sergej Evljuskin (VfL Wolfsburg)     | Anja Mittag (1. FFC Turbine Potsdam)        |
| Srebro | Manuel Neuer (FC Schalke 04)              | Sören Halfar (Hannover 96)            | Daniel Halfar (1. FC Kaiserslautern) | Patricia Hanebeck (FCR 2001 Duisburg)       |
| Brąz   | Eugen Polanski (Borussia Mönchengladbach) | Kevin-Prince Boateng (Hertha BSC)     | Sebastian Tyrała (Borussia Dortmund) | Célia Okoyino da Mbabi (SC 07 Bad Neuenahr) |

### 2006
|        | U-19                                      | U-18                                    | U-17                                   | Kobiety                             |
| Złoto  | Kevin-Prince Boateng (Hertha BSC)         | Sergej Evljuskin (VfL Wolfsburg)        | Lars Bender (TSV 1860 Monachium)       | Anna Blässe (FF USV Jena)           |
| Srebro | Robert Fleßers (Borussia Mönchengladbach) | Alexander Eberlein (TSV 1860 Monachium) | Marko Marin (Borussia Mönchengladbach) | Nadine Keßler (1. FC Saarbrücken)   |
| Brąz   | Daniel Adlung (SpVgg Greuther Fürth)      | José-Alex Ikeng (VfB Stuttgart)         | Sven Bender (TSV 1860 Monachium)       | Stefanie Draws (FFV Neubrandenburg) |

### 2007
|        | U-19                             | U-18                                    | U-17                                | Kobiety                                 |
| Złoto  | Benedikt Höwedes (FC Schalke 04) | Marko Marin (Borussia Mönchengladbach)  | Patrick Funk (VfB Stuttgart)        | Babett Peter (1. FFC Turbine Potsdam)   |
| Srebro | Manuel Konrad (SC Freiburg)      | Éric Maxim Choupo-Moting (Hamburger SV) | Konstantin Rausch (Hannover 96)     | Katharina Baunach (Bayern Monachium)    |
| Brąz   | Jérôme Boateng (Hamburger SV)    | Stefan Reinartz (Bayer 04 Leverkusen)   | Nils Teixeira (Bayer 04 Leverkusen) | Bianca Schmidt (1. FFC Turbine Potsdam) |

### 2008
|        | U-19                                   | U-18                                      | U-17                                 | Kobiety                       |
| Złoto  | Dennis Diekmeier (Werder Brema)        | Toni Kroos (Bayern Monachium)             | Manuel Gulde (TSG 1899 Hoffenheim)   | Jana Burmeister (FF USV Jena) |
| Srebro | Florian Jungwirth (TSV 1860 Monachium) | Sebastian Rudy (VfB Stuttgart)            | Lennart Hartmann (Hertha BSC)        | Kim Kulig (VfL Sindelfingen)  |
| Brąz   | Marcel Risse (Bayer 04 Leverkusen)     | Richard Sukuta-Pasu (Bayer 04 Leverkusen) | Shervin Radjabali-Fardi (Hertha BSC) | Valeria Kleiner (SC Freiburg) |

### 2009
|        | U-19                             | U-18                                   | U-17                                             | Kobiety                               |
| Złoto  | Lewis Holtby (FC Schalke 04)     | Marco Terrazzino (TSG 1899 Hoffenheim) | Mario Götze (Borussia Dortmund)                  | Marina Hegering (FCR 2001 Duisburg)   |
| Srebro | Konstantin Rausch (Hannover 96)  | Sören Bertram (Hamburger SV)           | Reinhold Yabo (1. FC Köln)                       | Alexandra Popp (FCR 2001 Duisburg)    |
| Brąz   | André Schürrle (1. FSV Mainz 05) | Felix Kroos (F.C. Hansa Rostock)       | Marc-André ter Stegen (Borussia Mönchengladbach) | Dzsenifer Marozsán (1. FFC Frankfurt) |

### 2010
|        | U-19                                 | U-18                                | U-17                              | Kobiety                                  |
| Złoto  | Peniel Mlapa (TSV 1860 Monachium)    | Mario Götze (Borussia Dortmund)     | Timo Horn (1. FC Köln)            | Svenja Huth (1. FFC Frankfurt)           |
| Srebro | Stefan Bell (1. FSV Mainz 05)        | Reinhold Yabo (1. FC Köln)          | André Hoffmann (MSV Duisburg)     | Ramona Petzelberger (SC 07 Bad Neuenahr) |
| Brąz   | Shervin Radjabali-Fardi (Hertha BSC) | Matthias Zimmermann (Karlsruher SC) | Kolja Pusch (Bayer 04 Leverkusen) | Kyra Malinowski (SG Essen-Schönebeck)    |

### 2011
|        | U-19                                             | U-18                               | U-17                                 | Kobiety                             |
| Złoto  | Marc-André ter Stegen (Borussia Mönchengladbach) | Julian Draxler (FC Schalke 04)     | Emre Can (Bayern Monachium)          | Johanna Elsig (Bayer 04 Leverkusen) |
| Srebro | Matthias Zimmermann (Karlsruher SC)              | Sonny Kittel (Eintracht Frankfurt) | Robin Yalçın (VfB Stuttgart)         | Luisa Wensing (FCR 2001 Duisburg)   |
| Brąz   | Kevin Volland (TSV 1860 Monachium)               | Markus Mendler (1. FC Nürnberg)    | Odisseas Vlachodimos (VfB Stuttgart) | Melanie Leupolz (SC Freiburg)       |

### 2012
|        | U-19                              | U-18                               | U-17                          | Kobiety                          |
| Złoto  | Antonio Rüdiger (VfB Stuttgart)   | Matthias Ginter (SC Freiburg)      | Leon Goretzka (VfL Bochum)    | Lena Lotzen (Bayern Monachium)   |
| Srebro | André Hoffmann (MSV Duisburg)     | Thomas Pledl (TSV 1860 Monachium)  | Max Meyer (FC Schalke 04)     | Lina Magull (FSV Gütersloh 2009) |
| Brąz   | Patrick Rakovsky (1. FC Nürnberg) | Dominik Kohr (Bayer 04 Leverkusen) | Pascal Itter (1. FC Nürnberg) | Sara Däbritz (SC Freiburg)       |

### 2013
| [ 2 ]  | U-19                               | U-18                                 | U-17                          | Kobiety                            |
| Złoto  | Matthias Ginter (SC Freiburg)      | Kevin Akpoguma (TSG 1899 Hoffenheim) | Timo Werner (VfB Stuttgart)   | Melanie Leupolz (SC Freiburg)      |
| Srebro | Yannick Gerhardt (1. FC Köln)      | Joshua Kimmich (RB Leipzig)          | Julian Brandt (VfL Wolfsburg) | Sara Däbritz (SC Freiburg)         |
| Brąz   | Dominik Kohr (Bayer 04 Leverkusen) | Anthony Syhre (Hertha BSC)           | Donis Avdijaj (FC Schalke 04) | Franziska Jaser (Bayern Monachium) |

### 2024
|        | U-19                                   | U-17                                    | Kobiety U-19                     | Kobiety U-17                      |
| Złoto  | Tom Bischof (TSG Hoffenheim)           | Francis Onyeka (Bayer Leverkusen)       | Loreen Bender (Bayer Leverkusen) | Merle Hokamp (FSV Gütersloh 2009) |
| Srebro | Dženan Pejčinović (Fortuna Düsseldorf) | Kilian Sauck (Borussia Mönchengladbach) | Rebecca Adamczyk (SC Freiburg)   | Greta Hünten (Bayern Munich II)   |
| Brąz   | Elias Baum (SV Elversberg)             | Boris Lum (Hertha BSC)                  | Jella Veit (Eintracht Frankfurt) | Laila Portella (Bayern Munich II) |